# 프란시스코 파가사우르툰두아
프란시스코 "파가사" 파가사우르툰두아 곤살레스-무리에타(스페인어: Francisco "Pagaza" Pagazaurtundúa González-Murrieta; 1894년 10월 30일, 바스크 주 산투르치 ~ 1958년 11월 18일, 마드리드 주 마드리드)는 스페인의 축구 선수로, 1920 올림픽에 참가했다.

## 국가대표팀 경력
그는 1920 올림픽에 참가해 은메달을 목에 건 스페인 국가대표팀의 원년 선수단 일원이다.

## 사생활
그는 산투르치 출신이다.

### 일반
프란시스코 파가사우르툰두아 - databaseOlympics (보존)
- Evans, Hilary; Gjerde, Arild; Heijmans, Jeroen; Mallon, Bill. “프란시스코 파가사우르툰두아”. 《Olympics at Sports-Reference.com》. Sports Reference LLC. 2016년 3월 5일에 원본 문서에서 보존된 문서.

### 상세
1. ↑  프란시스코 파가사 보관됨 2017-09-06 - 웨이백 머신 - sports-reference.com (영어)